# Alessandro Diamanti
Alessandro Diamanti (n. 2 mai 1983) este un fotbalist italian care evoluează pe postul de mijlocaș la clubul italian Atalanta, sub formă de împrumut de la clubul chinez Guangzhou Evergrande.

## Palmares

### Club
Guangzhou Evergrande
- Prima Ligă Chineză: 2014

### Internațional
- Campionatul European de Fotbal

Finalist: 2012
- Cupa Confederațiilor FIFA

Locul 3: 2013